# Ferran (metropolitana di Barcellona)
Ferran (nota anche come Fernando) era una stazione della metropolitana di Barcellona, capolinea del Gran Metro de Barcelona. Era ubicata sottoterra, a 4,83 m di profondità, subito dopo la stazione Liceu, all'incrocio tra la Rambla e il Carrer de Ferran.
La stazione entrò in esercizio nel 1946, come prolungamento e nuovo capolinea del Gran Metro. Venne chiusa il 1º marzo 1968, quando venne realizzato il prolungamento fino alla nuova stazione Drassanes. Poiché la tratta era a binario unico, per realizzare l'ampliamento a due binari la stazione venne smantellata completamente e di essa non ne rimane più traccia.